# Katarzyna Mycka
Katarzyna Mycka, poljska glasbena umetnica, marimbistka in tolkalistka, roj. 1972.
Katarzyna Mycka je glasbo študirala v Gdansku, Stuttgartu in Salzburgu. O njeni umetniški rasti pričajo številne nagrade na mednarodnih glasbenih tekmovanjih. Navdušila je že zelo zgodaj s prvima nagradama na Luxemburg International Percussion  (leta 1995) ter First World Marimba Competition (1996). Mycka je gostujoča solistka številnih orkestrov po vsem svetu od Stuttgartskih in Pekingških filharmonikov pa do Camerate Israeli, Vienna Chamber Orchestra in številnih poljskih simfoničnih orkestrov. Ko so ji leta 1999 podelili laskavi naziv »poljske ambasadorke tolkalne glasbe« je prejela štipendijo Württemberške umetniške fundacije in bila povabljena na serijo koncertov in umetniških tečajev po ZDA, Nemčiji, Japonski in drugod.